# Gerardus Croese

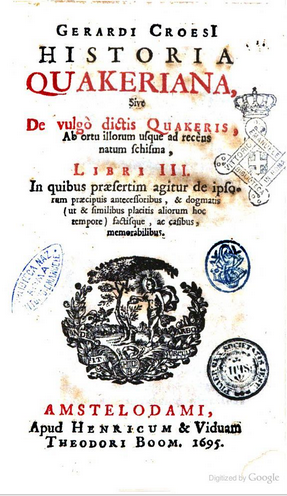

Gerardus Croese (Amsterdam, 26 april 1642 - Dordrecht, 10 mei 1710) was een Nederlandse predikant die een autobiografie schreef.
Gerardus Croese is de achterkleinzoon van Johann Croese die uit Duitsland naar Nederland getrokken is. Het uit Johann Croese voortgesproten geslacht Croese is het oudste van die naam in Nederland. Gerardus was de eerste telg uit dit geslacht Croese over wie informatie beschikbaar is in enkele biografische woordenboeken. Ook zijn enkele boeken van zijn hand bewaard gebleven in de Koninklijke Bibliotheek (KB). Tevens is het mogelijk om daar zijn Album Amicorum in te zien.
Gerardus werd door zijn ouders (Hendrik Harmense Croese en Annetje Reyniersd Foppen) voorbestemd predikant te worden. Gerard Croese, een van de kleinzonen van Gerardus, heeft een uitgebreide levensbeschrijving opgenomen in een door hem vervaardigd handschrift "Geslacht-lijsten en Levensbeschrijvingen der afkomelingen uyt de Geslachten Croese, de Cerff &ca.", waaruit enkele citaten in dit artikel. Het betreffende handschrift is thans in het bezit van het Centraal Bureau voor Genealogie. Na een reeks omzwervingen die hem tot in Smyrna (het tegenwoordige Turkse Izmir) deden belanden, nam hij op 10 juli 1678 het ambt van predikant aan te Alblas. Dit ambt heeft hij tot 1709 uitgevoerd tot hij in dat jaar op zijn verzoek geëmeriteerd werd. Hij was lichamelijk verzwakt geraakt door de gevolgen van een ernstige overstroming in Alblas.
Begin 1710 is hij te Dordrecht gaan wonen, alwaar hij na enkele maanden overleed. Uit een echtpaar dat ruim 300 jaar geleden heeft geleefd, zijn vele nakomelingen voortgesproten. Als bekendste van hen mag wel de schrijver Remco Campert worden vermeld.

## Enkele korte citaten uit de levensbeschrijving in vroeg-Nieuwnederlands
Autobiografisch

Hij wierd van zijn Ouders geschikt tot de Studie en het ampt van Predikant. Passeerde de Schole tot Amsterdam onder de Opsigt van den Rector Adrianus Junius, vermaart door zijn diepe geleerdheid in de talen. Gepromoveert wordende, deed aan Oratie ter inweyingen van het nieuwe Weeshuys de Diaconye. Op de Illustre Schole aldaar braght hij dry jaaren (door) onder de vermaarde Professor Arnoldus Sanguerdius, die hem geern had gevordert tot Magister Artium. Studeerde onder een Joods Rabbi in de Hebreeuse taal. Bemoeyde zigh veel met de Studie der Historien en Oudheeden. Van hier toogh hij naar Leyden, daar hij ruym vier jaaren doorbraght, in de Theologise Studie onder de alderberughste Professoren Coccejus & Hoornbeek, en in de andere Studien van Talen en Kerkelijke Historien onder de befaamde mannen Gronovius en Hornius.

Van de hand van zijn zoon is de vermelding van enkele publicaties

Zijn Historia Quakeriana wierd zo wel getrokken dat voor 't einde van 't jaar 1696 de derde druk al uytverkogt was, en is die te Londen in 't Engels, en te Berlijn in 't Hoogduytsch, vertaalt gedrukt. zijnde al die drukken in Octavo.
In zijn Homerus Hebraeicus, die in den jaare 1704 in Octavo gedrukt is, blinkt zijn diepe Geleerdheit en Taalkunde uyt.

- Biblioteca Nacional de España: XX5685402
- Bibliothèque nationale de France: cb16241953g (data)
- Biografisch Portaal: 67538079
- Digitale Bibliotheek voor de Nederlandse Letteren: croe003
- Gemeinsame Normdatei: 124286577
- International Standard Name Identifier: 0000 0001 0654 3936
- Library of Congress Control Number: n84121130
- Nationale Bibliotheek van Tsjechië: mzk2009528395
- Nationale Bibliotheek van Israël: 987007278394805171
- Nederlandse Thesaurus van Auteursnamen: 06999837X
- Réseau des bibliothèques de Suisse occidentale: 02-A009018685
- Istituto Centrale per il Catalogo Unico: RMSV058141
- LIBRIS: 337268
- Système universitaire de documentation: 170849902
- Virtual International Authority File: 55076806
- WorldCat: E39PBJbWrTt9Q77XKFHYQQGPwC